# Andalgalomys
Az Andalgalomys az emlősök (Mammalia) osztályának rágcsálók (Rodentia) rendjébe, ezen belül a hörcsögfélék (Cricetidae) családjába tartozó nem.

## Rendszerezés
A nembe az alábbi 3 faj tartozik:
- Andalgalomys olrogi Williams & Mares, 1978 - típusfaj
- Andalgalomys pearsoni Myers, 1977
- Andalgalomys roigi Mares & Braun, 1996